# سودان (تكساس)
سودان (بالإنجليزية: Sudan, Texas)‏ هي مدينة تقع في مقاطعة لام، تكساس بولاية تكساس في شمال شرق الولايات المتحدة. تأسست عام 1918، تبلغ مساحة هذه المدينة  (كم²)، وترتفع عن سطح البحر  م، بلغ عدد سكانها 1039 نسمة في عام 2000 حسب إحصاء مكتب تعداد الولايات المتحدة .

## التعليم
يخدم مدينة السودان دائرة مدارس السودان المستقلة.
تم تصنيف مدرسة السودان الثانوية كمدرسة وطنية للشريط الأزرق من وزارة التعليم الأمريكية. دائرة مدارس السودان المستقلة هو أيضًا حرم جامعي مصنف من وكالة تكساس التعليمية ، وقد حصل على العديد من التصنيفات البرونزية في مجلة يو إس نيوز آند وورد ريبورت السنوية «أفضل المدارس الثانوية في أمريكا».  تواصل مدرسة السودان الثانوية النجاح في كل من الأحداث المنهجية واللامنهجية وقد فازت بالعديد من البطولات الحكومية في كل من الرياضة والأكاديميين.

## التركيبة السكانية
حدّد مكتب تعداد الولايات المتحدة بيانات التركيبة السكانية لسودان في تعداد الولايات المتحدة. في ما يلي، التركيبة السكانية حسب تعدادي 2000 و2010.

### تعداد عام 2000
بلغ عدد سكان سودان 1,039 نسمة بحسب تعداد عام 2000، وبلغ عدد الأسر 410 أسرة وعدد العائلات 293 عائلة مقيمة في المدينة. في حين سجلت الكثافة السكانية 392.1 نسمة لكل كيلومتر مربع (1,015.5/ميل2). وبلغ عدد الوحدات السكنية 460 وحدة بمتوسط كثافة قدره 173.6 لكل كيلومتر مربع (449.6/ميل2).
وتوزع التركيب العرقي للمدينة بنسبة 74.11% من البيض و5.39% من الأمريكيين الأفارقة و0.19% من الأمريكيين الأصليين و18.86% من الأعراق الأخرى و1.44% من عرقين مختلطين أو أكثر و29.93% من الهسبانيون أو اللاتينيون من أي عرق.
بلغ عدد الأسر 410 أسرة كانت نسبة 36.8% منها لديها أطفال تحت سن الثامنة عشر تعيش معهم، وبلغت نسبة الأزواج القاطنين مع بعضهم البعض 58.8% من أصل المجموع الكلي للأسر، ونسبة 9.3% من الأسر كان لديها معيلات من الإناث دون وجود شريك،  بينما كانت نسبة 3.4% من الأسر لديها معيلون من الذكور دون وجود شريكة وكانت نسبة 28.5% من غير العائلات. تألفت نسبة 26.8% من أصل جميع الأسر من عدة أفراد يعيشون في نفس المنزل ونسبة 18.5% كانت تتألف من شخص يعيش بمفرده يبلغ من العمر 65 عاماً أو أكثر. وبلغ متوسط حجم الأسرة المعيشية 2.53، أما متوسط حجم العائلات فبلغ 3.07.
بلغ العمر الوسطي للسكان 38.4 عاماً. وكانت نسبة 28.8% من القاطنين تحت سن الثامنة عشر، وكانت نسبة 6.8% بين الثامنة عشر والرابعة والعشرين عاماً، ونسبة 24% كانت واقعةً في الفئة العمرية ما بين الخامسة والعشرين والرابعة والأربعين عاماً، ونسبة 22.5% كانت ما بين الخامسة والأربعين والرابعة والستين، ونسبة 17.9% كانت ضمن فئة الخامسة والستين عاماً فما فوق. يوجد لكل 100 أنثى 83.2 ذكر، ويوجد لكل 100 أنثى في الثامنة عشر من عمرها فما فوق 81.8 ذكر.
بلغ متوسط دخل الأسرة في المدينة 31,736 دولارًا، أما متوسط دخل العائلة فبلغ 37,679 دولارًا. وكان متوسط دخل الذكور 30,288 دولارًا مقابل 22,500 دولارًا للإناث. وسجل دخل الفرد الخاص بالمدينة 17,727 دولارًا. وكانت نسبة 14.5% من العائلات ونسبة 16.2% من السكان تحت خط الفقر، وكان من هؤلاء نسبة 19.9% تحت سن الثامنة عشر ونسبة 20% في الخامسة والستين من العمر وما فوق.

### تعداد عام 2010
بلغ عدد سكان سودان 958 نسمة بحسب تعداد عام 2010، وبلغ عدد الأسر 359 أسرة وعدد العائلات 274 عائلة مقيمة في المدينة. في حين سجلت الكثافة السكانية 361.5 نسمة لكل كيلومتر مربع (936.3/ميل2). وبلغ عدد الوحدات السكنية 421 وحدة بمتوسط كثافة قدره 158.9 لكل كيلومتر مربع (411.5/ميل2).
وتوزع التركيب العرقي للمدينة بنسبة 80.48% من البيض و4.38% من الأمريكيين الأفارقة و1.67% من الأمريكيين الأصليين و0.10% من الأمريكيين ذوي الأصول الآسيوية و12.32% من الأعراق الأخرى و1.04% من عرقين مختلطين أو أكثر و38.73% من الهسبانيون أو اللاتينيون من أي عرق.
بلغ عدد الأسر 359 أسرة كانت نسبة 38.4% منها لديها أطفال تحت سن الثامنة عشر تعيش معهم، وبلغت نسبة الأزواج القاطنين مع بعضهم البعض 61% من أصل المجموع الكلي للأسر، ونسبة 11.4% من الأسر كان لديها معيلات من الإناث دون وجود شريك،  بينما كانت نسبة 3.9% من الأسر لديها معيلون من الذكور دون وجود شريكة وكانت نسبة 23.7% من غير العائلات. تألفت نسبة 22.3% من أصل جميع الأسر من عدة أفراد يعيشون في نفس المنزل ونسبة 12.8% كانت تتألف من شخص يعيش بمفرده يبلغ من العمر 65 عاماً أو أكثر. وبلغ متوسط حجم الأسرة المعيشية 2.67، أما متوسط حجم العائلات فبلغ 3.14.
بلغ العمر الوسطي للسكان 37.1 عاماً. وكانت نسبة 31.6% من القاطنين تحت سن الثامنة عشر، وكانت نسبة 6.3% بين الثامنة عشر والرابعة والعشرين عاماً، ونسبة 21.7% كانت واقعةً في الفئة العمرية ما بين الخامسة والعشرين والرابعة والأربعين عاماً، ونسبة 25.5% كانت ما بين الخامسة والأربعين والرابعة والستين، ونسبة 14.9% كانت ضمن فئة الخامسة والستين عاماً فما فوق. وتوزع التركيب الجنسي للسكان بنسبة 48.9% ذكور و51.1% إناث.

## وصلات خارجية
- Handbook of Texas: Sudan
- The US50 - Cities and Towns in Texas State